# Galium campylotrichum
Galium campylotrichum är en måreväxtart som beskrevs av Nazim. och Friedrich Ehrendorfer. Galium campylotrichum ingår i släktet måror, och familjen måreväxter. Inga underarter finns listade i Catalogue of Life.